# Trichorhina hoestlandti
Trichorhina hoestlandti là một loài chân đều trong họ Platyarthridae. Loài này được Vandel miêu tả khoa học năm 1960.